# Wilhelmine Widemann

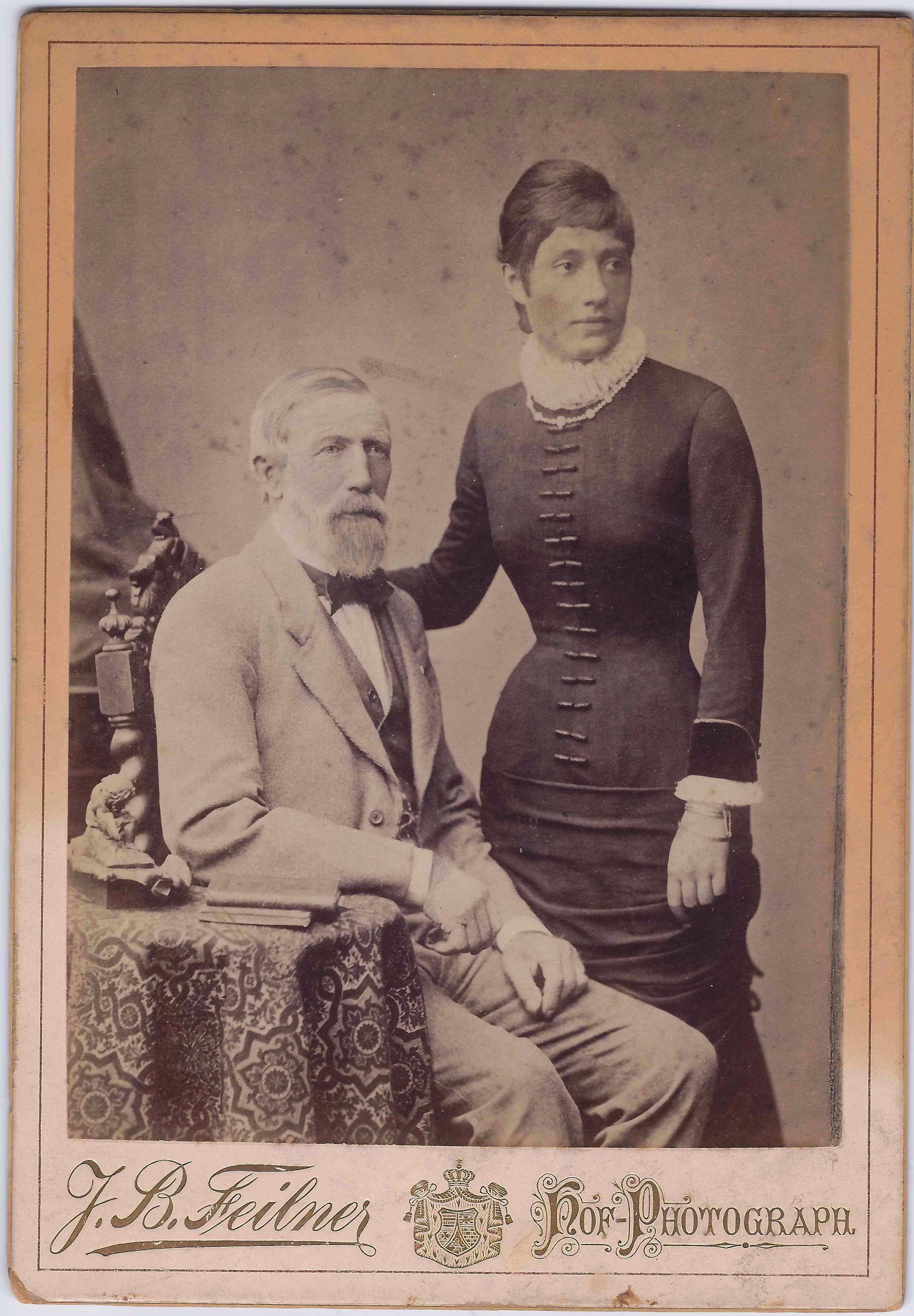
Guillermina con su padre Hermann A. Widemann, c. 1881

Wilhelmine Kekelaokalaninui Widemann Dowsett (28 de marzo de 1861 - 10 de diciembre de 1929) fue una sufragista nativa de Hawái que ayudó a organizar la Asociación Nacional de Sufragio Igualitario de las Mujeres de Hawái, el primer club de sufragio femenino en el Territorio de Hawái en 1912. Hizo campaña activamente por los derechos de las mujeres de Hawái al voto antes de la aprobación de la Decimonovena Enmienda a la Constitución de los Estados Unidos en 1920.

## Primeros años y familia
Wilhelmine (apodada "Minnie"), cuyo nombre a veces se deletreaba como "Wilhelmina", nació el 28 de marzo de 1861 en Lihue, Kauai, hija del inmigrante y empresario alemán Hermann A. Widemann y su esposa hawaiana, Mary Kaumana Pilahiuilani. . Hubo cierto desacuerdo sobre la ascendencia real exacta de su madre después de su muerte, aunque el abuelo de su madre, Kalawa, era un vasallo de los aliʻi de Kauai. Su padre fue un destacado político del Reino de Hawái y ministro del gabinete de la última reina Liliʻuokalani .  El 30 de abril de 1888 se casó con John "Jack" McKibbin Dowsett (1862-1929), nieto del capitán británico Samuel James Dowsett, quien se instaló en Hawái en 1828. A su boda en la Catedral de San Andrés en Honolulu asistieron miembros de la familia real hawaiana, incluidos el rey Kalākaua, la reina Kapiʻolani, las princesas Liliʻuokalani y Kaʻiulani .  Su marido se convirtió en un exitoso hombre de negocios con intereses en la banca, los seguros contra incendios, la industria azucarera y los vapores entre islas y se convirtió en el mayor accionista de Waianae Sugar Company . Se desempeñó como senador republicano en la legislatura territorial de Hawái de 1905 a 1907 y se desempeñó como funcionario de la Junta de Agricultura y Silvicultura y de la Junta de Inspectores de Prisiones.    Tuvieron tres hijos: Herbert Melville Kualii (1890–1969), Frank Llewellyn Lunalilo (1891–1962) y Alice Aileen Kekuiapoiwa Liliha (1898–1983).   

## El sufragio femenino en Hawái
Después de la anexión de Hawái a los Estados Unidos, se convirtió en una destacada líder del sufragio femenino. La concesión de derechos a las mujeres de California, Oregón y Washington en la década de 1910 contribuyó a un mayor interés en el movimiento en Hawái. En 1912, a petición de las mujeres de Honolulu, Dowsett organizó la Asociación Nacional de Sufragio Igualitario de las Mujeres de Hawái (WESAH), el primer club local de sufragio femenino.  El grupo insistió en ser referido como sufragistas en lugar de sufragistas, lo que llevó consigo la asociación negativa con el movimiento militante británico. Su constitución siguió el modelo de la Asociación Nacional por el Sufragio Femenino con Dowsett como presidente.    Carrie Chapman Catt, de visita desde el continente, fue invitada a hablar con el grupo el 28 de octubre de 1918 y contribuyó al creciente interés.    El Honolulu Star-Bulletin señaló:
Las mujeres hawaianas están ansiosas por votar y están dispuestas a hacer todo lo posible para lograr la igualdad de sufragio. Uno de los miembros dijo ayer que hasta el momento las mujeres nativas no han sabido exactamente qué pasos tomar y por lo tanto no han logrado avances, pero dijo que con la Sra. Dowsett como presidenta sienten que la causa seguramente avanzará. Todos los miembros están ansiosos por estar activos y quieren despertar el interés entre todas las mujeres de la ciudad, independientemente de su nacionalidad. 
Mujeres ricas de ascendencia nativa hawaiana y birracial como Dowsett, Emma Ahuena Davison Taylor y Emma Nāwahī fueron las líderes iniciales de este movimiento, mientras que las mujeres de ascendencia euroamericana (es decir, el "grupo misionero ") estaban menos inclinadas a apoyar la causa debido a su preocupación. sobre la mayor concesión de derechos a votantes femeninas no blancas.   Durante una reunión de la organización con políticos locales en 1913, Dowsett argumentó que las mujeres eran superiores a los hombres y afirmó:
Puedo hablar en nombre de mis hermanas hawaianas y puedo decir que en todos los sentidos la mujer es superior al hombre. No sólo emitirá su voto con la misma inteligencia: votará honestamente. No hay suficiente dinero en el mundo para comprar su voto. Y en el jurado decidirá con la misma inteligencia, sin que haya dudas sobre su veredicto. " 

El principal obstáculo para el derecho al voto femenino fue la Ley Orgánica que estableció el Territorio de Hawái y prohibió específicamente a la legislatura territorial conceder sufragio en contra de la constitución federal, a diferencia de la mayoría de las otras constituciones estatales. Con la ayuda de líderes sufragistas en el continente, como Almira Hollander Pitman y Catt, los líderes sufragistas hawaianos y sus aliados pudieron impulsar una ley, ignorada hasta ese momento, a través del Congreso que otorgaba a Hawaii el poder de decidir sobre el tema. En 1919, se estaba debatiendo en la legislatura un proyecto de ley que concedía el voto a las mujeres en el Territorio. El Senado aprobó el proyecto de ley pero encontró oposición en la Cámara. Llegó a un punto muerto debido al desacuerdo dentro de los dos organismos sobre si el proyecto de ley entraría en vigor en las elecciones primarias de 1919 o 1920. El 6 de marzo de 1919, Dowsett convocó a una reunión masiva de mujeres de WESAH que adoptó una resolución exigiendo el derecho al voto de las mujeres en las próximas elecciones primarias y regulares. En cambio, la Cámara presentó otro proyecto de ley que retrasaría aún más la cuestión de la votación y relegaría el asunto a un referéndum sobre el tema. El 23 de marzo, Dowsett y Louise MacMillan, oficial de WESAH que representa la isla de Hawaii, reunieron a casi 500 mujeres de "varias nacionalidades, de todas las edades". Este grupo irrumpió en la Cámara portando una enorme pancarta con el mensaje "Votos para las mujeres". Al día siguiente, la Cámara celebró una audiencia de dos horas sobre la cuestión del sufragio femenino e invitó a hablar tanto a partidarios como a opositores. Dowsett y MacMillan celebraron una gran reunión en el parque ʻAʻala para presentar su causa ante la gente. Entre los oradores y participantes se encontraban la princesa Isabel Kahanu Kalanianaʻole, Lahilahi Webb, la ex primera dama Mary Dillingham Frear y Mary Haʻaheo Atcherley .  Dowsett hizo una gira por las otras islas hawaianas en un intento de conseguir más apoyo popular para la aprobación del proyecto de ley. El proyecto de ley nunca fue aprobado porque al año siguiente el Congreso aprobó la Decimonovena Enmienda, otorgando a todas las mujeres en los Estados Unidos el derecho al voto.  

## Unidades de tejido en tiempos de guerra
Durante la Primera Guerra Mundial, Dowsett se desempeñó como presidenta de la Unidad de tejido hawaiana formada en marzo de 1918, mientras que su hermana Emilie Widemann Macfarlane y su amiga Emma Ahuena Taylor fueron las primeras en organizar unidades de tejido en nombre de los soldados y militares nativos hawaianos en el extranjero. El historiador Rumi Yasutake argumentó que los nativos hawaianos de ascendencia alemana, como Dowsett y sus hermanas, sintieron presión política tanto por sus conexiones paternas con el Imperio alemán, el enemigo de los Estados Unidos en tiempos de guerra, como por las actividades anti-anexión en las que participaron en el pasado. Así, canalizaron sus esfuerzos en tiempos de guerra para ayudar a los militares nativos hawaianos .  

## Muerte y legado
Dowsett murió en Honolulu el 10 de diciembre de 1929, poco después de la muerte de su marido el 1 de septiembre del mismo año. Fue descrita como "inválida" durante el último año de su vida.  Tras un funeral privado, sus restos cremados fueron enterrados junto a su marido en el cementerio de Oahu . Su lápida registra su nombre como "Wilhelmine Widemann Dowsett".  En 2020, Dowsett fue nombrada homenajeada de la Alianza Nacional de Historia de las Mujeres . 